# کاتماندو
کاتماندو (به زبان نپالی: काठमाडौं) پایتخت کشور نپال و بزرگ‌ترین شهر این کشور است.

## جمعیت
بر اساس سرشماری سال ۲۰۱۱، جمعیت شهر کاتماندو ۱٬۰۰۳٬۲۸۵ نفر است.

## جغرافیا
این شهر با مساحت ۵۰٫۶۷ کیلومتر مربع در بلندی ۱٬۴۰۰ متری از سطح دریا واقع شده‌است و در مرکز نپال در دره کاتماندو و در کنار رودخانه بگماتی قرار گرفته‌است. کاتماندو با دو شهر پاتان و بهاکتاپور یک مجموعه شهری را تشکیل می‌دهد.

## مناطق شهری
کاتماندو به ۳۵ منطقه تقسیم می‌شود. بزرگ‌ترین منطقهٔ این شهر، منطقهٔ ۱۶ با مساحت ۴٫۴ کیلومتر مربع است که در شمال شهر قرار دارد. از سوی دیگر، منطقهٔ ۲۶ که در مرکز شهر قرار دارد، با مساحت ۰٫۰۴ کیلومتر مربع کوچک‌ترین منطقهٔ شهر است.

## ریشه نام
نام کاتماندو از ترکیب واژه‌های سانسکریت «کاسث» (काष्ठ) به معنی چوب و «مانداپ» (मंडप/मण्डप) به معنی سایه‌سار پدید آمده‌است.
واژه کاسث‌مانداپ پس از سال‌ها استفاده در زبان‌های محلی به‌صورت کاتماندو تلفظ شده‌است.
گفته می‌شود بخاطر فراوانی ساختمان‌های چوبی زیاد که باعث گسترده بودن سایه‌های فراوان در سطح شهر می‌شده این نام را بر آن شهر گذارده بودند.

## نگارخانه

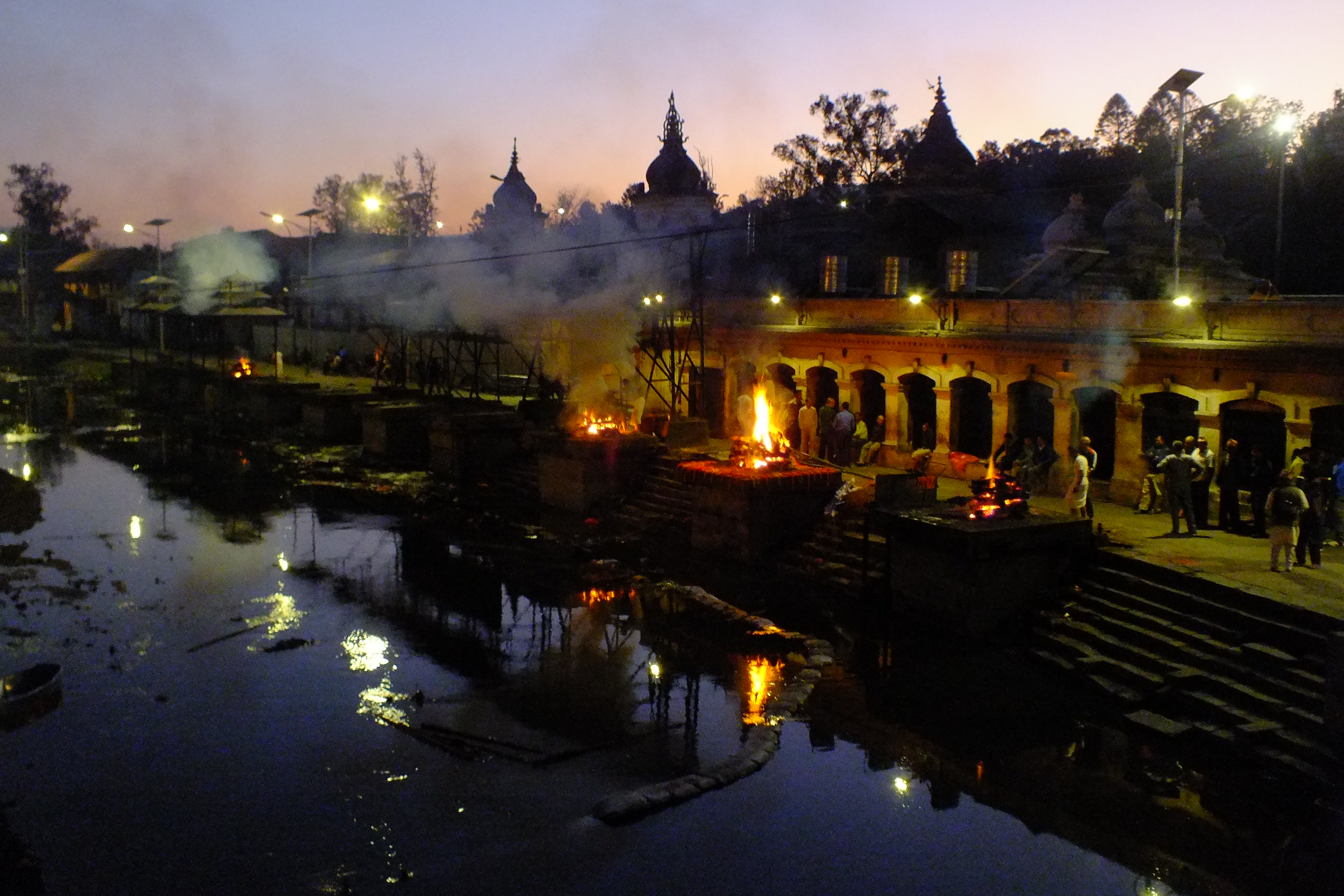
رودخانه باگماتی نپال و کوره سوزی

مناظری از زندگی روزمره در کاتماندو

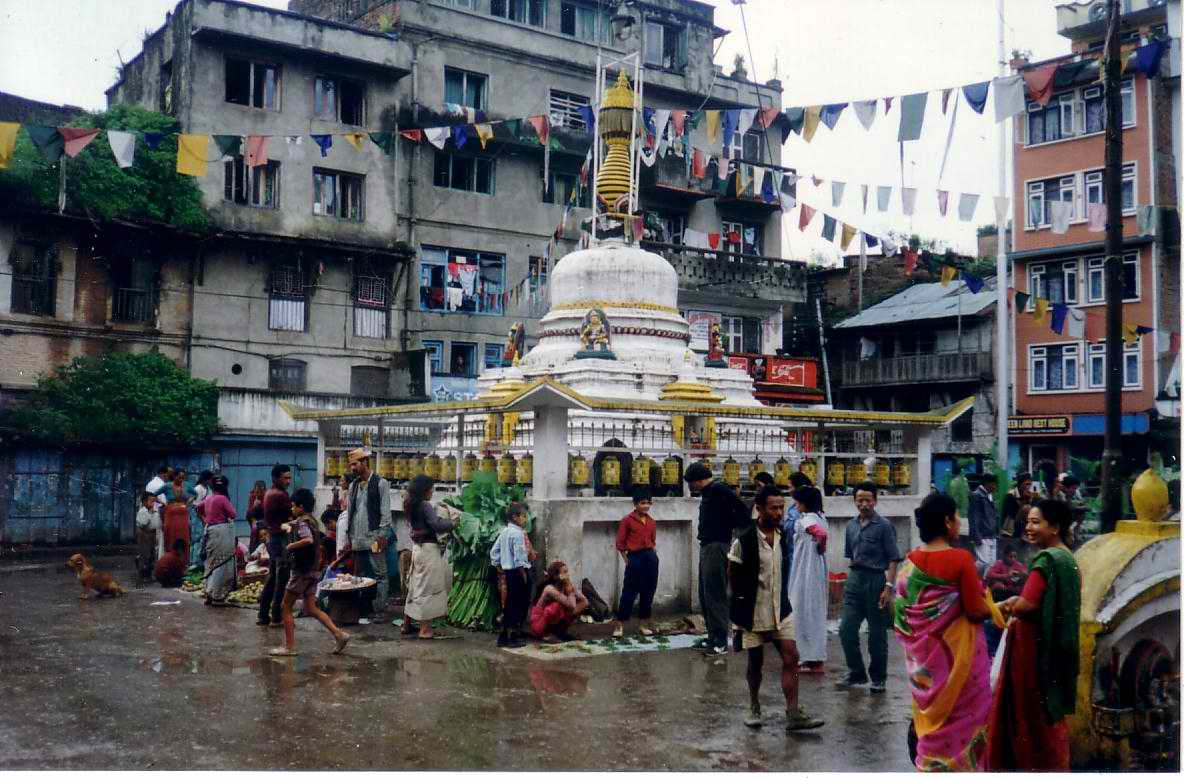
یک استوپای کوچک
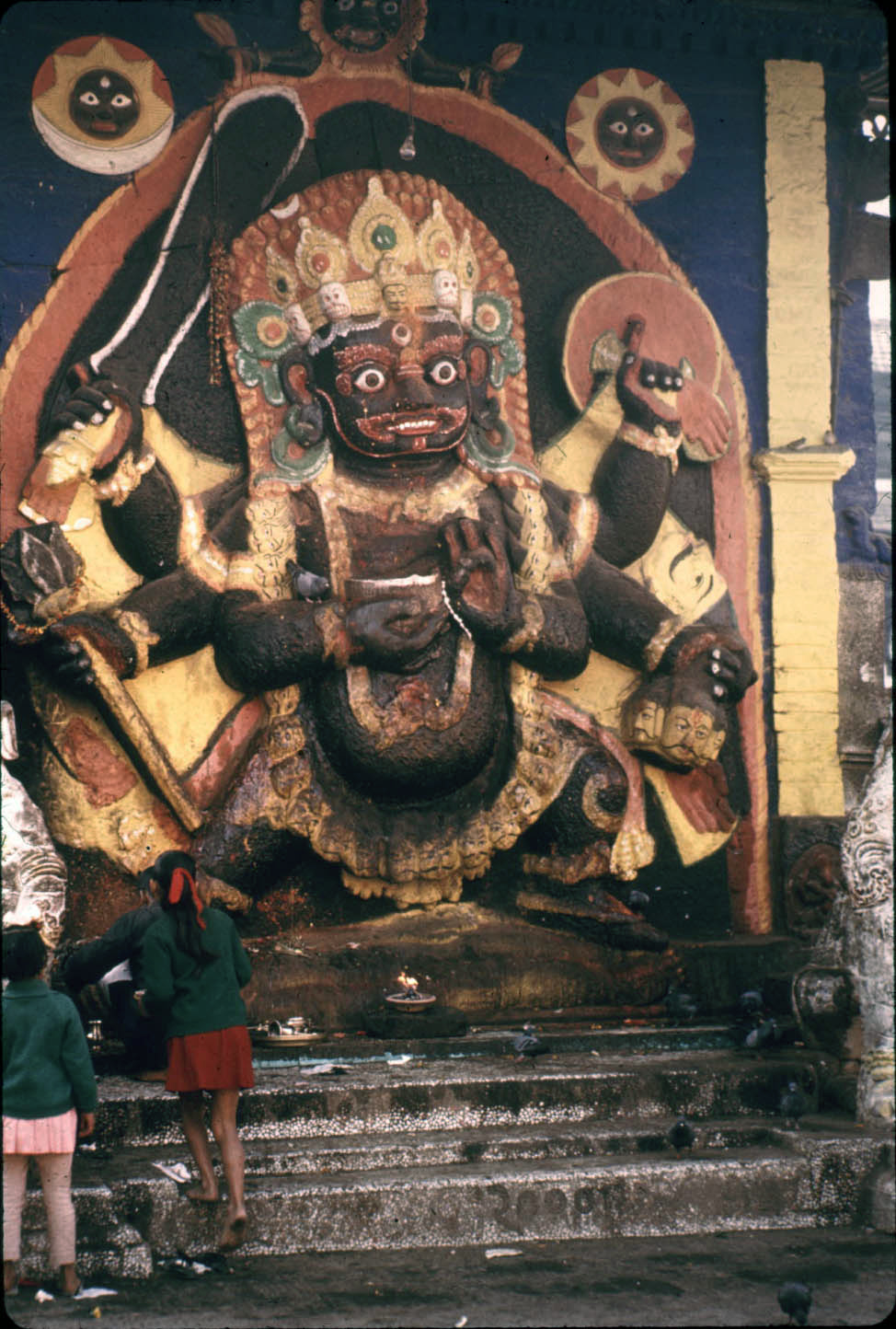
تندیس بهائیروا در بازار
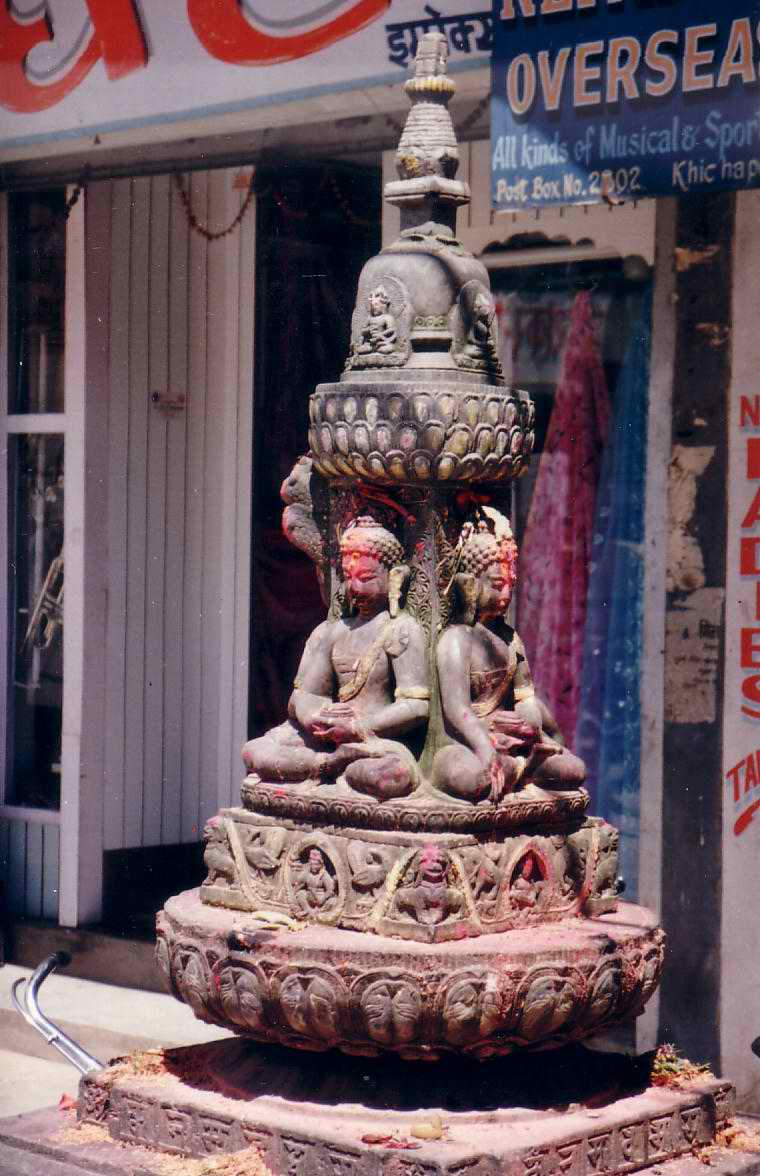
کنده‌کاری‌های سنگی در خیابان
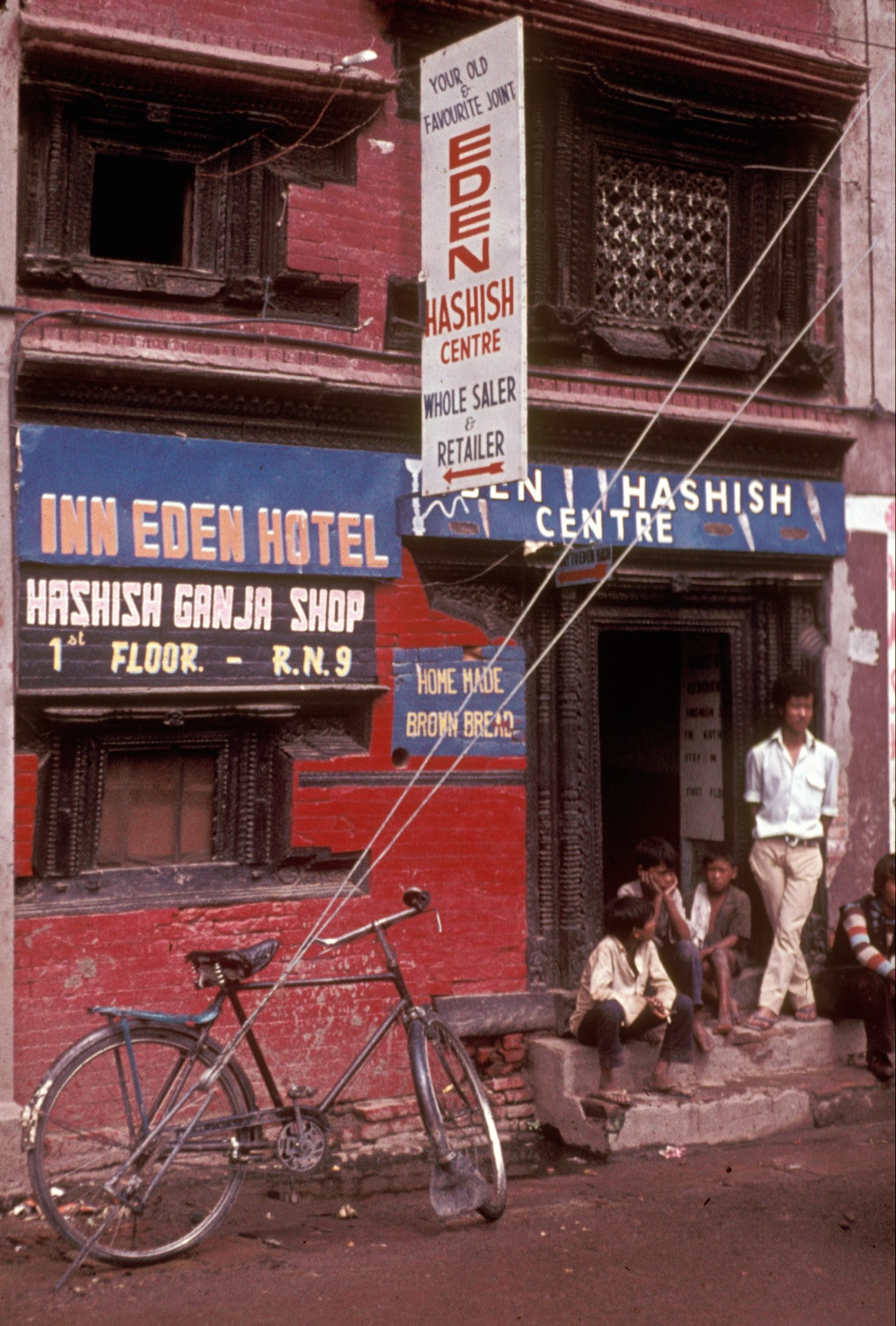
حشیش‌فروشی، سال ۱۹۷۳، پیش از ممنوعیت
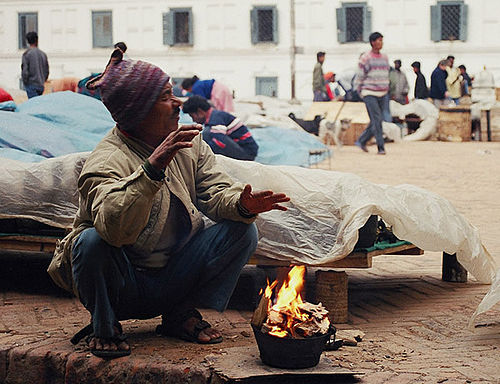
یک دستفروش در میدان دربار، کاتماندو